# 300 (film)
A 300 Frank Miller azonos című képregényének 2007-es adaptációja, mely a Kr. e. 480-ban zajló thermopülai csata eseményeit dolgozza fel, történelmi fantasy műfajban. A filmet Zack Snyder rendezte, a zenét Tyler Bates zeneszerző komponálta, Miller pedig vezető producerként és tanácsadóként működött közre. A produkció legjavát stúdióban vették fel, speciális effektusok utólagos hozzáadásával, megőrizve az eredeti képregény jellegzetes látványvilágát.
A film történetében Leónidasz spártai király (Gerard Butler) és 300 spártai katona harcol a legvégsőkig Xerxész (Rodrigo Santoro), a perzsa uralkodó milliós serege ellen, miközben Spártában Gorgó királyné (Lena Headey) azon fáradozik, hogy támogatást szerezzen férjének. Az események egy túlélő spártai harcos, Diliosz (David Wenham) elbeszélésében hallhatók.
Észak-Amerikában a 300-at 2007. március 9-én, Magyarországon pedig március 22-én mutatták be, a hagyományos filmszínházak mellett IMAX mozikban is. Snyder produkciója rekordokat döntött a jegypénztáraknál, ugyanakkor a kritikusokat megosztotta a stílusa; egyesek eredeti próbálkozásként értékelték, míg mások a történelmi hitelességet és a mélyebb személyiségábrázolást mellőző vizuális orgiának titulálták. Emellett nagy visszhangot váltott ki az ősi perzsa és görög civilizáció ábrázolása, különösen Iránban. A film egyes idézetei és Leónidasz jellegzetes alakja hamar népszerű internetes mémekké váltak.
A film folytatását 2014-ben mutatták be 300: A birodalom hajnala (300: Rise of an Empire) címmel.

## Cselekmény
|  | Alább a cselekmény részletei következnek! |

A film elején a történet narrátora, Diliosz meséli el Leónidasz férfivá válásának útját, a szigorú spártai körülmények között. Évekkel később – az immár királyként uralkodó – Leónidaszt egy csapat perzsa hírnök látogatja meg Spártában, hogy a városállam behódolását követeljék Xerxésznek, a perzsa uralkodónak. Felháborodva és sértve a viselkedésüktől, Leónidasz király az üzenethozókat mind egy feneketlen kútba löki, s úgy dönt, harcolni fog a perzsák ellen. Ellátogat az ephoroszokhoz, az ősi spártai papokhoz, akikkel megosztja haditervét, mely szerint a Thermopülai-szorosban fogadná a perzsa inváziót. A Xerxész által megvesztegetett papok úgy fordítják le az istenek üzenetét, hogy Spártának nem szabad háborúba indulnia.
Mindezek ellenére Leónidasz maga mellé gyűjt 300-at a legjobb katonái közül, hogy megküzdjenek a perzsákkal (azokat választja, akik már nemzettek fiúutódot). Amint észak felé menetelnek, árkádiaiak és más görögök is csatlakoznak hozzájuk. A csata helyszínére érkezve falat építenek, hogy megnehezítsék a perzsák előrejutását. Ephialtész – egy púpos spártai, akit szülei megmentettek a hagyományok szerinti csecsemőgyilkosságtól – felkeresi Leónidaszt, hogy harcolva helyreállíthassa apja nevét, és figyelmezteti őt egy rejtett ösvényről, amit használva a perzsák megadásra kényszeríthetnék őket. Leónidasz elutasítja a nyomorékot, mert képtelensége a pajzs erős tartására gyenge pontot képezne a phalanxban.
Mielőtt a csata kezdetét veszi, a perzsák felszólítják a 300-at fegyvereik letételére. Leónidasz így válaszol; „Perzsák! Gyertek, és vegyétek el!”. A spártaiak a falanxformációt használják, közelharcot vívva számos támadási hullámot vernek vissza, köztük egy különleges hordát, a Halhatatlanokat. A 300 harcos sikeresen megvédi pozícióját és csapatuk kevés veszteséget szenved. Xerxész, akit lenyűgöz ez a teljesítmény, személyesen megy el Leónidaszhoz, s megadásáért cserébe gazdagságot és hatalmat ígér neki. A spártai király elutasítja az ajánlatot és azt feleli, inkább vérét fogja ontani az „isteni királynak”. Röviddel ezután, az elkeseredett Ephialtész felfedi Xerxész előtt a titkos útvonalat, amiért az élvezetek minden formáját kapja cserébe, és helyet a Perzsa Birodalom seregében.
Eközben Spártában Gorgó királyné egy tanácsos javaslatára megkísérli maga mellé állítani a befolyásos Theront, hogy az segítsen a spártai tanács meggyőzésében arról, hogy seregeket küldjenek Leónidasz után. Theron hajlandó segíteni, de cserébe a királyné testét kéri; Gorgó vonakodva beleegyezik. Ezalatt a görögök ráébrednek, hogy Ephiatlész elárulta őket, így az árkádiaiak úgy döntenek, elhagyják a hadszínteret, nem mennek a biztos halálba. A spártaiak, tiszteletben tartva törvényeiket, nem követik példájukat. Leónidasz csupán egy embernek, a fél szemét elvesztett Diliosznak ad parancsot a távozásra, hogy az retorikai adottságát használva vigye hírét Spárta népének a 300-ról, hogy emlékezzenek rájuk. Diliosz nehezen bár, de távozik az árkádiaiakkal. Spártában, Gorgó királyné megjelenik a tanács színe előtt, ám Theron nem támogatja őt, ehelyett házasságtöréssel vádolja meg. A királynét feldühíti az árulás, s végül megöli Theront az egyik őrtől szerzett tőrrel. Perzsa pénzérmék hullanak ki a férfi erszényéből, mire a tanács árulást kiált.
Thermopülainál a 300-at körbeveszik a perzsa katonák. Xerxész küldötte a megadásukat követeli, s hozzáteszi, Leónidasz talán megtarthatja királyi címét Spártában és egész Görögország hadura lehet, aki csak Xerxésznek engedelmeskedik. Néhány percig úgy tűnik, Leónidasz elfogadja az elkerülhetetlent, ám hirtelen lándzsáját Xerxész felé hajítja, megsebesítve az arcát, eleget téve ígéretének, hogy vérét folyatja az isteni királynak. A sértett uralkodó jelez íjászainak, akik nyílzáport zúdítanak a megmaradt spártai katonák felé, mindannyiukkal végezve. Diliosz végül visszaérkezik Spártába, és a tanácsot megindítják szavai a bátor 300-ról:
Diliosz egy új harcmezőn fejezi be történetét a hősökről, elmélyedten hallgató katonákkal körbevéve. Azzal fejezi be mondandóját, hogy a perzsa hadak, amelyek egy évvel ezelőtt hatalmas erőfeszítéssel győztek csak le mindössze 300 spártait, most retteghetnek a 10 000 spártaiból és 30 000 más görög városállamból jött katona alkotta seregtől. A felépült és tettre kész, egykori királya által inspirált Diliosz a sereg élén harcba indul a perzsa hadak ellen, hogy megvívja a plataiai csatát.
|  | Itt a vége a cselekmény részletezésének! |

## Szereplők
| Szereplő                                                              | Színész            | Magyar hang   |
| --------------------------------------------------------------------- | ------------------ | ------------- |
| I. Leónidasz spártai király                                           | Gerard Butler      | Kőszegi Ákos  |
| Gorgó királyné; Spárta királynéja                                     | Lena Headey        | Pikali Gerda  |
| Diliosz; spártai harcos, a történet narrátora                         | David Wenham       | Fekete Ernő   |
| Theron; korrupt spártai politikus                                     | Dominic West       | Kardos Róbert |
| I. Xerxész perzsa király                                              | Rodrigo Santoro    | Welker Gábor  |
| Artemisz; Leónidasz hűséges századosa                                 | Vincent Regan      | Vass Gábor    |
| Szteliosz; fiatal és vakmerő spártai harcos                           | Michael Fassbender | Csőre Gábor   |
| Ephialtész; számkivetett spártai torzszülött, a spártai sereg árulója | Andrew Tiernan     | Varga Tamás   |

## Produkció
Nem Gianni Nunnari producer volt az egyetlen, akit foglalkoztatott a thermopülai csata; a történet már megfilmesítés alatt állt Michael Mann rendező kezei alatt, A tűz kapui című regény alapján. Nunnari rátalált Frank Miller képregényére, a 300-ra, amely egészen lenyűgözte, így megvette a megfilmesítési jogokat. A 300 produceri teendőit Nunnari Mark Cantonnal együttesen vállalta el, míg Michael B. Gordon írta a forgatókönyvet. 2004 júniusában Zack Snydert kérték fel rendezőnek, akit előző munkája, a Holtak hajnala című film remake-je tett ismertté. A Miller-képregény megfilmesítésével korábban már kacérkodó Snyder – Kurt Johnstad forgatókönyvíró segítségével – a forgatáshoz megfelelőre igazította Gordon szkriptjét. Miller maga vezető producerként és konzultánsként működött közre.
A film a képregény kockáról kockára történő adaptációja, hasonlóan a Sin City – A bűn városához. Snyder fotokópiákat emelt ki a képregényből, amelyek segítségével megtervezte az azt megelőző, illetve rákövetkező felvételt. „Szórakoztató folyamat volt ez számomra… hogy egy filmkocka legyen az elérendő cél”, mondta Snyder. Mindemellett a teljes filmet a képregény látványstílusában forgatta. Az egyetlen jelentős eltérés a képregény és a készülő film között Diliosz karakterének narrátorrá emelése volt. Erre azért volt szükség, hogy a közönség a 300 Frank Miller-i világának szürrealitását elfogult, szubjektív nézőpontból hallja. Diliosz történetmesélési adottságát felhasználva Snydernek lehetősége nyílt fantasy-elemeket tenni a filmbe, azzal a magyarázattal, hogy „Diliosz tudja, hogyan ne rontson el egy jó történetet az igazsággal”. Snyder továbbá megtoldotta a filmet egy, a képregényből teljes egészében hiányzó mellékszállal, melyben a hátországban tartózkodó Gorgó királyné támogatást és katonai erősítést próbál szerezni csatában harcoló férjének.
Két hónapot vett igénybe az előkészületekből a pajzsok, lándzsák és kardok százainak megalkotása, amelyekből néhány a Trója és a Nagy Sándor, a hódító kellékei közül került ki. Egy animatronikus farkast és tizenhárom animatronikus lovat is létrehoztak. A színészek a kaszkadőrökkel együtt kemény edzéstervet követve készültek a forgatásra, s még Snyder is csatlakozott hozzájuk. A filmhez elkészítettek több mint hatszáz jelmezt (köztük Xerxész 33 hamis piercingből álló öltözékét), illetve maszkot, továbbá a perzsa katonák holttesteit.
A film 2005. október 17-én lépett aktív forgatási státuszba Montréalban; 60 nap alatt, 60 millió dollárból, kronológiai sorrendben elkészültek a felvételek. A digitális háttér technikáját alkalmazva, Snyder a ma már üzemen kívüli Icestorm Studiosban dolgozott, kék háttérrel (bluescreen). Gerard Butler elmondta, hogy noha Snyder rendezése semmit nem erőltetett rá, a képregényhez való hűség bizonyos tekintetben korlátozta színészi mozgásterét. David Wenham úgy nyilatkozott, voltak alkalmak, mikor Snyder azt akarta, hogy pontosan megalkossák az alapanyag ikonikus pillanatait, máskor pedig szabadságot adott a színészeknek „a létrehozott világ és annak határainak felfedezésében”. Lena Headey a bluescreennel való élményeivel kapcsolatban azt mondta, „Nagyon furcsa, és semmi nincs egy másik színészen kívül, amihez vagy akihez érzelmileg kapcsolódni lehetne”. Csupán egy jelenetet vettek fel külső helyszínen, amikor lovak vágtatnak a vidéken. A film rendkívüli fizikai befektetést igényelt, Butler meghúzta egyik ínszalagját a karjában, illetve lábfeje is megszenvedte az erőfeszítéseket.
Az utómunkálatok a montreali Meteor Studiosban zajlottak, míg a kék hátteres felvételeket a Hybride Technologies töltötte meg több mint 1500 vizuális effekt-felvétellel. Chris Watts és Jim Bissell megalkotta a „The Crush” elnevezésű folyamatot, ami lehetővé tette a Meteor szakembereinek a színek manipulálását a világos és a sötét kontrasztjának növelésével. Bizonyos jelenetsoroknak csökkentették a telítettségét és színesítették őket, hogy különböző hangulatot árasszanak. Ghislain St-Pierre, aki a technikusok csapatát vezette, így írta le az effektet: „Minden realisztikusnak tűnik, de egyfajta szemcsés, illusztratív érzést áraszt”. Különböző számítógépes programok, köztük a Maya, a RenderMan és a RealFlow került alkalmazásra a „szerteszét spriccelő vér” megalkotására. Az utómunkálat folyamata egy évig tartott, és összesen tíz speciális effekt-cég munkáját foglalta magában.

## Filmzene
2005 júliusában Tyler Bates zeneszerző (aki korábban Snyder Holtak hajnala című filmjének zenéjét is készítette) megkezdte a munkát a 300 zenéjén, amit úgy írt le, mint „gyönyörű témák a felső és nagykóruson”, de „némi extrém súlyossággal szenvedélyesítve”. Bates komponált egy tesztfelvételhez, amit a rendező meg akart mutatni a Warner Bros.-nak, hogy szemléltesse a projekt fejlődési menetét. Bates elmondása szerint a zenében „az ütős hangszerek nagy súllyal és intenzitással bírnak”, melyet Snyder megfelelőnek talált a filmhez. A score felvételére az Abbey Road Studiosban került sor, és szerepel rajta Azam Ali, iráni énekesnő vokálja. 2007. március 6-án a 25 zeneszámot tartalmazó filmzenealbum standard- és különleges változata is a boltokba került, utóbbi egy 16 oldalas tájékoztató füzetet, valamint három darab kétoldalú gyűjthető kártyát tartalmaz.
Az album kölcsönöz elemeket Elliot Goldenthal 1999-es szerzeményéből, a Titus című film kísérőzenéjéből, ami kisebb felhördülést váltott ki a zeneszerző-közösség köreiben. A Remember Us a 300-ból részleteiben megegyezik a Titus Finale-jával, míg a Returns A King (300) hasonló a Victorius Titus-hoz.
2007. augusztus 3-án a Warner Bros. hivatalos közleményt adott ki:
„A Warner Bros. elismeri és sajnálja, hogy a »300« score-jának számos tétele tudtunk és közreműködésünk nélkül az Oscar-díjas Elliott Goldenthal »Titus« című filmjének zenéjéből származik. A Warner Bros. nagy tisztelettel van régi alkotótársunk, Elliott iránt, és örülünk, hogy barátilag sikerült ezt az ügyet elintéznünk vele.”
| Zeneszámok listája | Zeneszámok listája      | Zeneszámok listája | Zeneszámok listája | Zeneszámok listája | Zeneszámok listája | Zeneszámok listája | Zeneszámok listája | Zeneszámok listája | Zeneszámok listája |
| #                  | Cím                     | Hossz              |                    |                    |                    |                    |                    |                    |                    |
| ------------------ | ----------------------- | ------------------ | ------------------ | ------------------ | ------------------ | ------------------ | ------------------ | ------------------ | ------------------ |
| 1.                 | To Victory              | 2:33               |                    |                    |                    |                    |                    |                    |                    |
| 2.                 | The Agoge               | 2:24               |                    |                    |                    |                    |                    |                    |                    |
| 3.                 | The Wolf                | 2:09               |                    |                    |                    |                    |                    |                    |                    |
| 4.                 | Returns a King          | 2:23               |                    |                    |                    |                    |                    |                    |                    |
| 5.                 | Submission              | 2:39               |                    |                    |                    |                    |                    |                    |                    |
| 6.                 | The Ephors              | 1:58               |                    |                    |                    |                    |                    |                    |                    |
| 7.                 | Cursed By Beauty        | 1:40               |                    |                    |                    |                    |                    |                    |                    |
| 8.                 | What Must a King Do?    | 1:04               |                    |                    |                    |                    |                    |                    |                    |
| 9.                 | Goodbye My Love         | 3:21               |                    |                    |                    |                    |                    |                    |                    |
| 10.                | No Sleep Tonight        | 2:32               |                    |                    |                    |                    |                    |                    |                    |
| 11.                | Tree of the Dead        | 2:23               |                    |                    |                    |                    |                    |                    |                    |
| 12.                | The Hot Gates           | 2:59               |                    |                    |                    |                    |                    |                    |                    |
| 13.                | Fight In the Shade      | 3:16               |                    |                    |                    |                    |                    |                    |                    |
| 14.                | Come And Get Them       | 2:04               |                    |                    |                    |                    |                    |                    |                    |
| 15.                | No Mercy                | 2:22               |                    |                    |                    |                    |                    |                    |                    |
| 16.                | Immortals Battle        | 1:52               |                    |                    |                    |                    |                    |                    |                    |
| 17.                | Fever Dream             | 2:32               |                    |                    |                    |                    |                    |                    |                    |
| 18.                | Xerxes' Tent            | 3:19               |                    |                    |                    |                    |                    |                    |                    |
| 19.                | Tonight We Dine In Hell | 1:13               |                    |                    |                    |                    |                    |                    |                    |
| 20.                | The Council Chamber     | 2:33               |                    |                    |                    |                    |                    |                    |                    |
| 21.                | Xerxes' Final Offer     | 2:37               |                    |                    |                    |                    |                    |                    |                    |
| 22.                | A God King Bleeds       | 2:16               |                    |                    |                    |                    |                    |                    |                    |
| 23.                | Glory                   | 1:43               |                    |                    |                    |                    |                    |                    |                    |
| 24.                | Message For the Queen   | 2:30               |                    |                    |                    |                    |                    |                    |                    |
| 25.                | Remember Us             | 2:56               |                    |                    |                    |                    |                    |                    |                    |
| 59:43              |                         |                    |                    |                    |                    |                    |                    |                    |                    |

## Marketing és bemutató

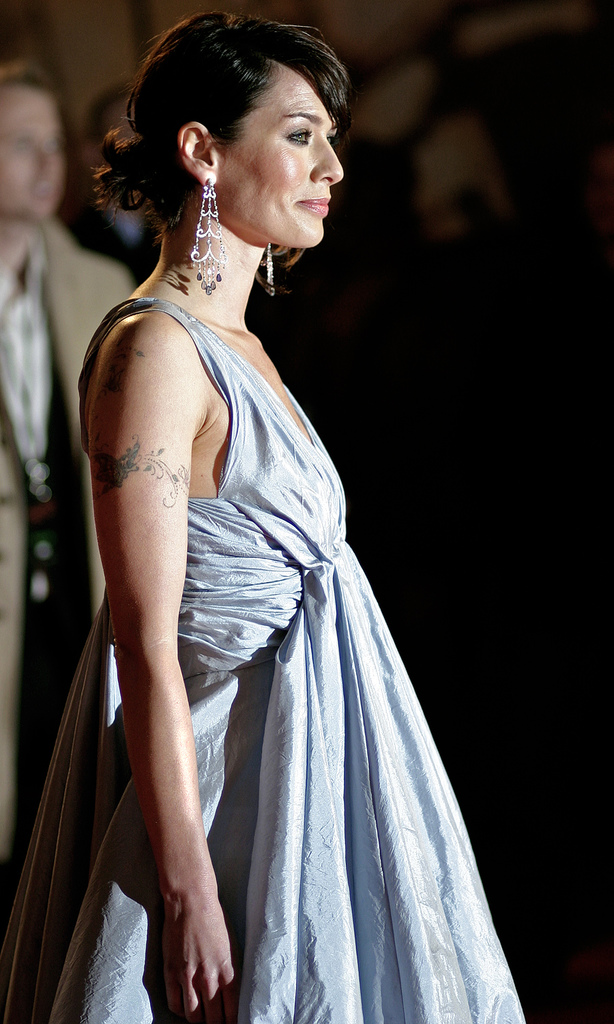
Lena Headey a film londoni premierjén

A hivatalos 300 weboldalt 2005 decemberében indította el a Warner Bros. A honlap kezdetben „konceptuális művészetet” és Zack Snyder produkciós blogját kínálta a látogatóknak. Később vlogok is felkerültek, melyek a film készítésének részleteit ecsetelik, köztük a képregény és a film kockáinak összevetését és a 300 teremtményeit. 2007 januárjában a stúdió a MySpace-en is létrehozott egy oldalt a filmnek. A The Art Institutes szintén támogatta a filmet egy microsite-on.
A 2006 júliusában megrendezett Comic-Con International elnevezésű képregény-találkozón a 300 képviselete levetített egy promóciós előzetest a filmből, ami kedvező fogadtatásra lelt. A trailer ezt követően – a szigorú óvintézkedések ellenére – az internetre is szivárgott; a Warner Bros. 2006. október 4-én hozta forgalomba a film hivatalos előzetesét, melyben a háttérzene a Nine Inch Nails Just Like You Imagined című száma volt. A második 300 előzetes – melyet az Apocalypto vetítései előtt láthatott a nézőközönség – 2006. december 8-án látott napvilágot, míg online egy nappal korábban. 2007. január 22-én főműsoridőben egy exkluzív trailer is látható volt a televízióban, A szökés című sorozat sugárzása közben. Mindezen rövid ízelítőket tartják felelősnek az érdeklődés beindításáért, ami megalapozta a film box office-sikerét.
2006 áprilisában a Warner Bros. Interactive Entertainment bejelentette szándékát egy a 300-ra alapozott PlayStation Portable játék, a 300: March to Glory elkészítésére. A Collision Studios a Warner Bros.-szal együttműködve igyekezte visszaadni a film stílusát a videójátékban, amely az Egyesült Államokban a film bemutatójával egy napon került a boltokba. A The National Entertainment Collectibles Association legyártott a filmhez egy sor játékfigurát, illetve a fegyverek és a filmbéli páncélzat másolatait.
A Warner Bros. Pictures az Ultimate Fighting Championship félnehézsúlyú MMA bajnoka, Chuck Liddell szponzorálásával is népszerűsítette a 300-at; Liddell személyes megjelenésével támogatta a film kampányát és részt vett más reklámtevékenységekben is. A stúdió továbbá a National Hockey League-gel is szerződést kötött félperces reklámokra, amelyeket a Stanley Kupa mérkőzésein vetítettek.
2006 augusztusában a Warner Bros. bejelentette, hogy a film 2007. március 16-án fog a mozikba kerülni, később ezt az időpontot egy héttel korábbra, március 9-re tették. A 300 az 1-es régió országaiban július 30-án jelent meg (DVD-n, Blu-ray discen és HD DVD-n), egy- és kétlemezes változatban egyaránt. A DVD-k a 2-es régióban 2007 augusztusától kerültek az üzletekbe. Magyarországon a film DVD változata 2007. augusztus 21-én került forgalomba, olyan extra tartalmakkal kiegészítve, mint például a kimaradt jelenetek, Zack Snyder angol nyelvű audiokommentárja vagy a forgatás részleteit, illetve a spártaiak életét bemutató rövidfilmek.
Az Amerikai Filmgyártók Szövetsége (MPAA) „R” (azaz kiskorúak számára csak szülői felügyelettel látogatható) besorolást ítélt a filmnek, részletező harcjelenetek, illetve némi szexualitás és meztelenség okán. A magyarországi forgalmazó, az InterCom „16 éven felülieknek” besorolást adott a 300-nak.

## Fogadtatás

### Bevételi adatok
A 300 2007. március 9-én került az észak-amerikai mozikba, hagyományos és IMAX (nagy képfelbontású) filmszínházakba egyaránt. Nyitónapján 28,1 millió dollárt kasszírozott, így az első hétvégét 70,9 millióval zárta, ezzel új rekordot állított fel a március havában induló filmek között, maga mögé utasítva az egy évvel korábbi Jégkorszak 2: Az olvadás című animációs filmet. A 300 nyitóhétvégéje a huszonnegyedik legmagasabb a bevételek történetében, nem sokkal elmaradva Az elveszett világ: Jurassic Parktól, ám megelőzve a Transformerst; egyben harmadik legerősebb a korhatáros, „R” filmek listáján a Mátrix Újratöltve (91,7 millió dollár) és A passió (83,8 millió dollár) mögött. A film az IMAX mozikban is rekordösszegű, 3,6 millió dollárt hozott a bemutatás első hetében.
A 300 két nappal korábban, március 7-én került a mozikba Spártában, másnap pedig Görögországban országszerte. A 2,9 millió dolláros görög nyitóbevétel új csúcsot állított fel az országban. Az USA mozijaiban második hétvégéjére is megőrizte a vezető pozíciót a 300, annak ellenére, hogy bevételének több mint felét vesztette el. Világszerte összesen több mint 456 millió dolláros bevétellel büszkélkedhet a Warner filmje. A hazai mozilátogatók is kedvezően fogadták a filmet, a március 22-i bemutatót követő négy napban majdnem 70 ezer jegy fogyott el.
A stúdióvezetőket meglepte a film kiváló teljesítménye a bevételeket tekintve, amely a várt összeg kétszerese lett. A váratlan sikert a filmbéli stilizált erőszaknak, Gorgó királyné erős szerepének (mint a női nézőket vonzó tényező) és a MySpace reklámerejének tulajdonították. Mark Canton producer elmondása szerint a „MySpace óriási befolyással bír, azonban a film felülmúlta az internet és a képregény korlátait is. Ha egyszer egy jó filmet csinálsz, a híre gyorsan elterjed.”

### Kritikai visszhang
A 2007. február 14-ei, a Berlini Filmfesztiválon, 1700 tagú közönség előtti világpremierje óta a 300 általában vegyes visszajelzéseket kapott. Míg a nyilvános bemutatón állva tapsolták meg, jelentések szerint egy néhány órával korábbi sajtóvetítésen lehordták a filmet, többen el is hagyták a termet, akik pedig maradtak, a végén kifütyülték. Észak-Amerikában a 300 kritikái megosztottnak mutatkoznak. A Rottentomatoes.com oldalán a film pontszáma az elérhető maximális tízből 6,1 lett, 212 kritika alapján ez 60%-os pozitív fogadtatást jelent. Neves kritikusok körében a pozitív értékelések aránya 47%, így ez 5,7 pontra volt elég (38 szavazatból). A Metacritic.com weboldalon százból ötvenegy pont lett a film eredménye, harmincnégy visszajelzés alapján, ami a „vegyes vagy átlagos kritikák” státuszra elegendő.
Todd McCarthy, a Variety munkatársa a filmet „vizuálisan letaglózónak” írja le, míg Kirk Honeycutt a The Hollywood Reporterben dicséri a „topográfia, a színek és formák szépségét”. A Chicago Sun Times nevű lapban Richard Roeper „a képregényből készült filmek Aranypolgárának” kiáltja ki a 300-at. A képregényekre és videójátékokra fókuszáló weboldalak szintén kedvezően fogadták a filmet. Mark Cronan, a Comic Book Resources munkatársa a filmet lenyűgözőnek találja, amitől „energikusnak” érezte magát, miután „valami grandiózusnak volt szemtanúja”. Todd Gilchrist az IGN-től a „mozgókép látnokának” titulálja Zack Snydert, és a „a modern filmkészítés lehetséges megváltójának” nevezi a rendezőt.
Több neves amerikai újságban jelent meg bíráló kritika a filmről. A.O. Scott a The New York Timesban azt írja a 300-ról, hogy „nagyjából olyan erőszakos, mint az Apocalypto és kétszer annyira ostoba”, s emellett kritikával illeti a színvilágot, illetve utal rá, hogy a cselekmény rasszista hangokat is megüt. Kenneth Turan a Los Angeles Times hasábjain azt írja, „hacsak valaki nem szereti annyira az erőszakot, mint a spártaiak, Quentin Tarantino vagy egy videójátékon játszó tizenéves fiú, nem lesz végtelenül elragadtatva”. Néhány görög lap különösen keményen kritizálja a filmet, Robby Eksiel kritikus szerint a közönség tagjait talán elkápráztatja majd a „digitális akció” de irritálni fogja őket a „nagyképű előadásmód és az egydimenziós karakterek szereplése.” Kritikájában Roger Ebert amerikai filmkritikus a négyből csupán két csillagra értékeli a 300-at, elsősorban ő is az egydimenziós karakterábrázolást, illetve a film túlzott vérességét kifogásolja.
A magyar kritikusokat is megosztja a film: Pápai Zsolt, a Filmvilág című filmművészeti folyóiratban arról ír, hogy a 300 egy hibátlan, ámde számítógép alkotta, a színészi játékot mellőző darab. Németh György, aki szintén a Filmvilágban írt a 300-ról, a „képregényből ollóval kivágott” egydimenziós szereplőket kifogásolja, illetve számára nem derül ki egyértelműen a spártai önfeláldozás történelemkönyvekben olvasható, valódi motívuma a filmből; emellett a szerző röviden megemlíti a film súlyosabb történelmi tévedéseit is. Géczi Zoltán ugyanakkor a film.hu weboldalon „merész, kétségeket nem ismerő, extravagáns és önkényes stílusbravúrnak”, valamint „csodaszépen kivitelezett képeskönyvnek” nevezi a filmet. A Filmtekercs.hu kritikájában „megelevenedett tizenkilencedik századi romantikus festménynek” és „a digitális filmművészet újabb csúcspontjának” írják le.

### Díjak, elismerések
2007. június 4-én, a 2007-es MTV Movie Awards díjátadón a 300-at Legjobb film, Legjobb színész (Gerard Butler), Legjobb feltörekvő színész (Lena Headey), Legjobb negatív szereplő (Rodrigo Santoro) és a Legjobb küzdelmi jelenet (Leónidasz kontra óriás halhatatlan) kategóriákban jelölték, végül a legjobb küzdelmi jelenetért járó díjat vihette haza. 2007 decemberében a film az IGN webmagazin díjait nyerte meg; „A 2007-es év legjobb filmje”, „A legjobb képregény-adaptáció” és „Kedvenc szereplő” (Leónidasz király) kategóriában. A 2008-as Szaturnusz-díj díjkiosztón a 300 számos jelölést kapott, ebből a „Legjobb akció/kaland/thriller”, illetve a legjobb rendezőnek járó díjat söpörte be.
2009-ben a National Review elnevezésű magazin „Az elmúlt 25 év legjobb konzervatív filmjei” listáján a 300 az ötödik helyezést érte el, mint a „harci becsületről, rendíthetetlen bátorságról és a szabadság gyakran elfelejtett áráról szóló film”.

### A történelmi hitelesség kérdése

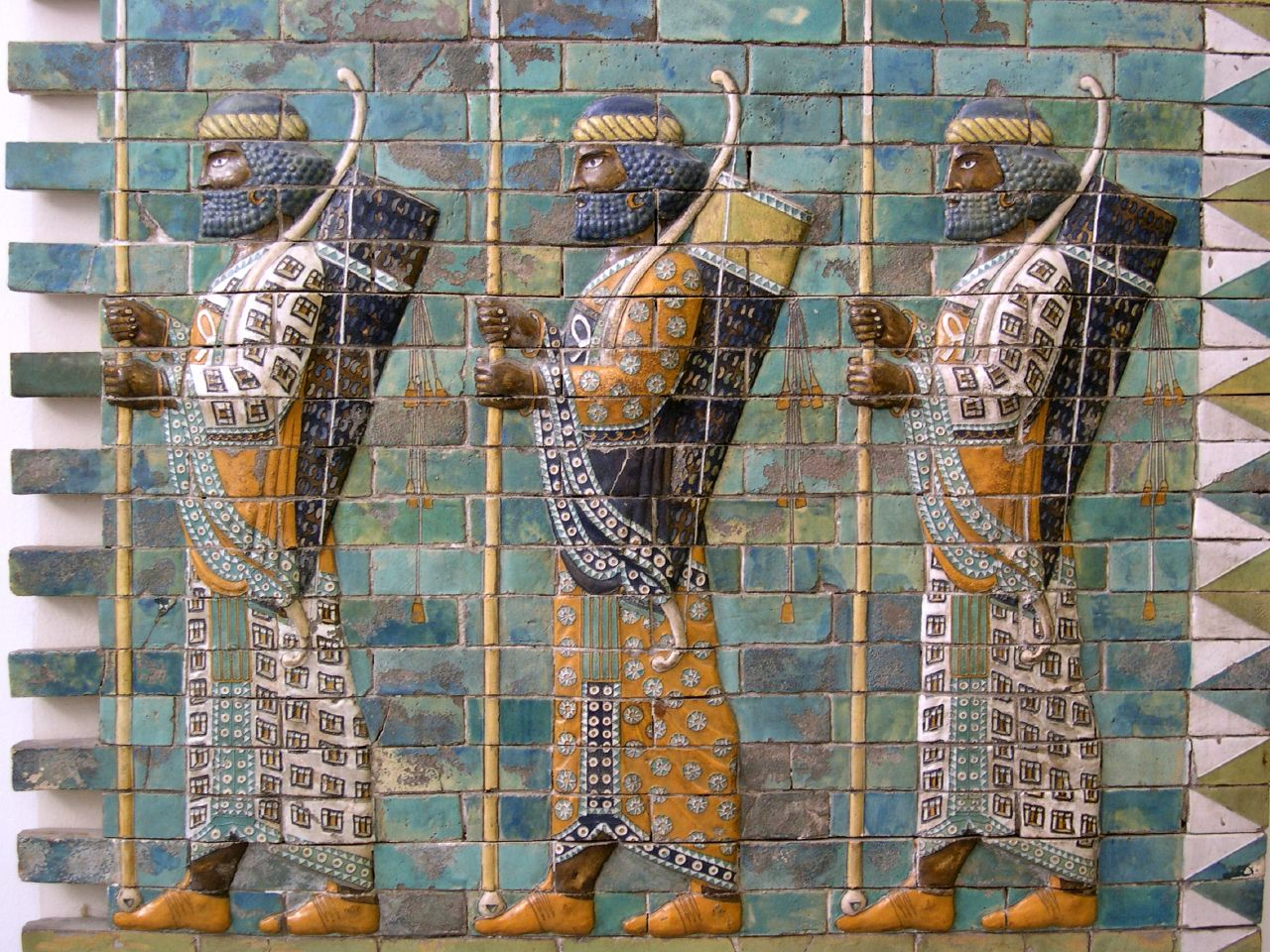
A Halhatatlanok ábrázolása egy korabeli mozaikon

Zack Snyder, a rendező egy MTV-s nyilatkozatban így fogalmaz: „A filmbéli események 90%-ban valósak. Csak a megjelenítés módjában van némi őrület... A filmet több világklasszis történésznek is megmutattam, akik bámulatosnak tartották. El sem tudták hinni, történelmileg mennyire pontos”. Majd azzal folytatja, hogy a film „egy opera, nem dokumentumfilm. Ezt mondom mindenkinek, aki történelmi hiteltelenséget említ a film kapcsán”. Snyder a narrátort, Dilioszt olyan született mesemondónak tartja, aki szívesen alkalmaz költői túlzásokat (például a perzsa harci elefántok leírásánál).
Paul Cartledge, aki a Cambridge-i Egyetemen a görög történelem professzora, tanácsot adott a filmkészítőknek a görög nevek kiejtésében és úgy véli, ők jól felhasználták a korábban Spártáról publikált műveit. Dicséri „a spártai hősi kódex”, illetve „a nők által a férfiaknak nyújtott támogatás” ábrázolását a filmben, de fenntartással kezeli a „Nyugat (jófiúk) kontra Kelet (rosszfiúk) sarkítást”. Saját bevallása szerint Cartledge élvezte a filmet, noha ironikusnak találja Leónidasz gúnyolódó megjegyzését a „fiúszerető” athéniakra, mivel az oktatási rendszeren belül Spártában is létezett a törvényesített pederasztia.
Ephraim Lytle, a Torontói Egyetem hellén történelmet oktató helyettes professzora azt állítja, a 300 szelektív módon idealizálja a spártai államot, méghozzá „problematikus és nyugtalanító módon”, illetve a film a Perzsa Birodalom nemzeteit szörnyetegekként, míg a Spártán kívüli görögöket gyengének ábrázolja. A professzor felveti, hogy a film erkölcsi univerzuma „pont olyan bizarrnak tűnne az antik görögök szemében, mint amilyen a modern történészek számára”.
Victor Davis Hanson, a Kaliforniai Állami Egyetem (California State University, Fresno) klasszikus történelemmel foglalkozó korábbi professzora – aki a képregény 2007-es újrakiadásához előszót írt – megállapította, hogy a film sajátos rokonságot mutat Hérodotosz eredeti műveivel, melyben a történetíró megörökíti az ősi Spárta harci étoszát és a Thermopülai-szorost a „civilizációk összecsapásaként” festi le. Hanson megjegyzi, hogy Szimónidész, Aiszkhülosz és Hérodotosz a Thermopülai-csatát úgy írja le, mint ütközet a „keleti centralizmus és kollektív jobbágyság” illetve „egy autonóm polisz szabad polgárának eszménye” között. Továbbá Hanson kijelenti, hogy a film szürreális módon ábrázolja a harcot és a cél az volt, hogy ez „elsősorban szórakoztasson és megdöbbentsen, másodszor pedig oktasson”.
Touraj Daryaee, aki a Kaliforniai egyetemen a perzsa világ és az iráni történelem professzora, a klasszikus forrásművek felhasználási módját bírálja és a következőket írja:
„Olyan klasszikus írók, mint Aiszkhülosz, Diodórosz, Hérodotosz vagy Plutarkhosz néhány szövegrészletével nyakon öntötték a filmet, hogy hiteles jelleget kölcsönözzenek neki. Aiszkhülosz írása fontos forrássá válik, amikor a »perzsák rettenetes emberi hordája« elleni küzdelmet mesélik el a filmben. Diodórosz értekezését a szabadság megőrzése érdekében harcoló görög hősiességről beépítették ugyan a filmbe, de figyelmen kívül hagyták a szerző említését a perzsák bátorságáról. A készítők Hérodotosz irreális számadatait használták fel a perzsa sereg létszámával kapcsolatban, és Plutarkhosz a görög (különösen a spártai) nőkről való elbeszélését helytelenül illesztették be a »nőgyűlölő« perzsa követ és a spártai király párbeszédébe. A klasszikus forrásokat minden bizonnyal felhasználták, de pontosan a nem megfelelő részleteknél vagy meglehetősen naiv módon.”

### Botrányok a film kapcsán
A 300 forgalomba kerülése előtt a Warner Bros. vezetősége aggodalmát fejezte ki a film témájának politikai jellegzetességei miatt. Snyder elmondja, hogy a stúdión belül is aggályokat okozott a filmbeli kelet–nyugat ellentétpár. A médiaspekuláció egy lehetséges párhuzamról a görög-perzsa konfliktus és a jelenlegi események között egy interjúval kezdődött, melyet Snyder adott a Berlini Filmfesztivál előtt. Az interjúztató megjegyezte, hogy „biztosan mindenki át fogja ültetni ezt a filmet a jelenkori politikára”. Snyder úgy felelt, hogy noha tudatában van annak a ténynek, hogy az emberek a kortárs események szemüvegén keresztül értelmezhetik a filmet, nem állt szándékában párhuzamba állítani a filmet a jelenkori világgal.
A politikai párhuzamokon túl, néhány kritikus általánosabb kérdéseket vetett fel a film ideológiai irányultságával kapcsolatban. Kyle Smith a New York Post munkatársa azt írja, hogy a film „Adolf fiainak” kedvére való lenne, Dana Stevens a Slate-től pedig Az örök zsidó című, 1940-es antiszemita propagandafilmhez hasonlítja a 300-at, „mint tankönyvpéldája annak, hogy a fajok ellen uszító fantasy és a nacionalista mítosz ösztönzőként szolgálhat egy totális háborúhoz”. Roger Moore, az Orlando Sentinel kritikusa Susan Sontag „fasiszta művészetének” definíciójával állítja párhuzamba a 300-at.
Mindamellett, Gene Seymour kritikus a Newsday napilaptól kijelenti, hogy az ilyen reakciók meggondolatlanok, s azt írja, „a film egyszerűen túl ostobán van összetoldozva ahhoz, hogy ellenálljon bármiféle ideológiai elméletgyártásnak”. Maga Snyder elutasítja az ideológiai olvasatokat, felvetve, hogy azok, akik kritizálnak „egy képregény-filmet néhány fickóról… akik kitapossák egymásból a taknyot”, és eközben olyan szavakkal dobálóznak, mint „»neokon«, »homofób«, »homoerotikus« vagy »rasszista«”, azok „nem értik a lényeget”.
A bemutató óta a 300 heves vitákat kavart a perzsák ábrázolása miatt is. Számos kritikus, történész, újságíró, valamint az iráni kormány hivatalnokai (beleértve Mahmúd Ahmadinezsád elnököt) megbélyegezték a filmet. A képregényhez hasonlóan, a filmkészítők a perzsákat utálatos, barbár és démoni hordaként festik le, I. Xerxész perzsa királyt pedig androgün, nemtelen lényként ábrázolják. Kritikusok szerint erre azért van szükség, hogy egyértelmű kontrasztot mutassanak a spártai sereg férfiasságával szemben.
Az ősi perzsák ábrázolása különösen Iránban váltott ki heves reakciókat. Azadeh Moaveni a Time lapjain arról számol be, hogy egész Teherán „forrongott” a film bemutatója után. Moaveni két tényezőt különít el, amely hozzájárulhatott ehhez a felháborodáshoz: egyrészt a 300 a perzsa újév napján került a mozikba, másrészt a megszokott iráni felfogás, miszerint az Óperzsa Birodalom „különösen nemes fejezete a történelmüknek”. Számos iráni hivatalnok elítélte a filmet. Az Iráni Művészeti akadémia (Iranian Academy of the Arts) hivatalos panaszt nyújtott be az UNESCO-nak a 300 ellen, amit Irán történelmi identitásának támadásával vádolt. Iráni nagykövetségek a filmvetítések miatt tiltakoztak Franciaországban, Törökországban és Üzbegisztánban.
Slavoj Žižek, szlovén filozófus és író megvédi a filmet azokkal szemben, akik azt példaként hozzák fel „a legrosszabb fajta hazafias militarizmusra, mely nyílt utalásokat tartalmaz az újkeletű feszültségre Iránnal és Irakkal”. Azt írja, hogy a történet „egy szegényes, jelentéktelen vidéket mutat be (Görögország), melyet egy sokkal nagyobb állam (a Perzsa Birodalom) hadserege támad meg”, célozva arra, hogy Spárta azonosítása a modern szuperhatalmakkal gyenge lábakon áll. Ahelyett, hogy a spártai identitás „fundamentalista” jellegét nézné, kijelenti, hogy „minden modern, egyenlőségre törekvő radikális, Rousseau-tól a Jakobinusokig… csodálta Spártát és a köztársasági Franciaországot az új Spártaként képzelte el”.
Válaszul a kritikákra, a Warner Bros. szóvivője úgy reagált, hogy a film „egy fiktív mű, amelyet Frank Miller képregénye inspirált és valamennyire történelmi eseményeken alapszik. A stúdió ezt a filmet teljes mértékben fiktív műként készítette el, azzal az egyedüli szándékkal, hogy a közönséget szórakoztassa; nem akart semmilyen etnikumot vagy kultúrát becsmérelni, sem bármiféle politikai kinyilatkoztatást tenni.”

## A 300 a populáris kultúrában

A film egyik híres jelenetének paródiája

A filmet számtalan alkalommal kifigurázták, így Leónidasz és a perzsa hírnök párbeszéde, illetve a „This is Sparta!” („Ez Spárta!”), valamint a „Tonight we dine in hell!” („Ma éjjel a pokolban vacsorázunk”) jelmondatok népszerű internetes mémmé nőtték ki magukat; az amatőr készítők képszerkesztő programokkal Leónidasz király arcát, illetve a filmből vett idézeteket más (például egyéb filmekből származó) képekre montírozzák rá, így komikus hatást érve el, de zenés-videós remixeket is alkotnak, melyeket internetes videómegosztókon tesznek közzé.
Hivatalos paródiái is megjelentek a filmnek, talán a legismertebb a Spárta a köbön (Meet the Spartans) című 2008-as filmvígjáték, melyet a 20th Century Fox forgalmaz. Az Universal Pictures hasonló paródiát tervez, National Lampoon's 301: The Legend of Awesomest Maximus Wallace Leonidas címmel. A United 300 című 2007-es rövidfilm szintén gúnyt űz a 300-ból; ebben a körülbelül ötperces filmben Jerxes vezetésével német terroristák foglalnak el egy repülőgépet, de Leónidasz király – emberei segítségével – megvédi tőlük a pilótafülkét és sikeresen megállítja őket. A rövidfilm a 2007-es MTV Movie Awards gálán elnyerte a legjobb filmparódiának járó díjat. A South Park című amerikai rajzfilmsorozat 11. évadbeli epizódja, a Leszbi uralom (D-Yikes!) szintén tartalmaz egyértelmű utalásokat a 300-ra (például a narratív elbeszélést vagy a lassított felvételeket).

## Folytatás
Már 2007 elején felmerült, hogy folytatás készülhet a 300-hoz, de a producer, Mark Canton ekkor még szűkszavúan nyilatkozott és semmi konkrétumot nem árult el a projekttel kapcsolatban. A Legendary Pictures 2008 közepén jelentette be a folytatás tényét, amelyet Frank Miller egy készülő képregénye alapján fognak legyártani. Zack Snyder viszont addig nem vállalja el az új film rendezését, míg nem látta Miller elkészült művét. 2008 végén derült ki, hogy az új film nem tényleges folytatás, hanem előtörténet lesz, amely a Thermopülai csata és a 300 végén látható Plataiai csata közötti, egy évet átívelő eseményeket meséli el, Diliosz alakjára összpontosítva. Snyder megerősítette, hogy Miller képregényétől függ, vállalja-e a rendezést; „Ha Frank Miller előáll egy remek ötlettel és rajzol valami igazán nagyszerűt, nincs akadálya egy újabb film elkészítésének...”

## Lásd még
- 2007 a filmművészetben
- 300 (képregény)
- A háromszáz spártai (1962-es film)
- 300: A birodalom hajnala